# Вайсберг, Александр Семёнович
Александр Семёнович Вайсберг или Вайссберг, также Вайсберг-Цыбульский (нем. Alexander Weissberg-Cybulski) (8 октября 1901 Краков, Австро-Венгерская империя — 4 апреля 1964 Париж, Франция) — польско-австрийский физик еврейского происхождения, инженер, писатель, предприниматель. Член Коммунистической партии Австрии. В 1931—1937 годах работал в СССР, в Украинском физико-техническом институте. Был арестован по сфабрикованным обвинениям, более трёх лет находился в советских тюрьмах, после чего был выдан гестапо в 1940 году. В 1942 году бежал из Краковского гетто, скрывался, в 1944 году участвовал в Варшавском восстании. В дальнейшем эмигрировал во Францию, где написал несколько книг, в которых описал репрессии сталинского и нацистского режимов.

## Биография

### Ранние годы
Родился в Кракове в семье богатого предпринимателя Самуила Вайсберга (пол. Samuel Baruch Weissberg) и Марии Бланкштейн (пол. Mariam Blankstein). В 1906 году семья переехала в Вену, там Александр учился в школе и гимназии. В 1920 году поступил в Венский университет, параллельно учился в Высшей технической школе физике, математике и электротехнике. В 1926 году получил диплом инженера в области физической техники. Тогда же переехал в Берлин, где преподавал физику в Берлинской высшей технической школе, а также занимался научной работой под руководством Вильгельма Вестфаля.
Ещё в гимназии Вайсберг интересовался политикой, с 1918 года принимал участие в социалистическом движении, позже вступил в Австрийскую социал-демократическую партию. В 1927 году он разошелся во взглядах с социалистами и вступил в Коммунистическую партию Австрии. Работая в Германии, он также вступил в коммунистическую партию (КПГ) и был завербован разведывательной службой КПГ под псевдонимом «Петер Варбек» (нем. Peter Warbeck), но вскоре был отстранён от этой деятельности. Писатель и в то время ещё коммунист Артур Кёстлер, который дружил с Вайсбергом, описал его как хорошо подготовленного марксиста-диалектика, непримиримого в философских дискуссиях.

### Работа в СССР
В марте 1931 года Вайсберг по приглашению физика Ивана Обреимова приехал в СССР, чтобы возглавить исследовательскую группу в Украинском физико-техническом институте (УФТИ) в Харькове. Его назначили руководителем строительства «опытной станции глубокого охлаждения» (ОСГО) для экспериментов по физике сверхнизких температур. Также он приложил много усилий для приглашения других иностранных физиков, в частности Мартина и Барбары Руэманн (англ. Martin & Barbara Ruhemann), к работе в УФТИ. Вместе с Александром в СССР поехала его подруга Эва Штрикер, с которой они вскоре поженились, но в 1934 расстались.
Во время строительства исследовательской станции проявил себя как умелый организатор, много раз был в командировке в Москве, где завёл знакомства в Народном комиссариате тяжелой промышленности СССР и других учреждениях власти, в частности с Григорием Орджоникидзе, Георгием Пятаковым, Николаем Бухариным. Благодаря этому Вайсбергу удавалось быстро получать заказанные детали и аппаратуру для ОСГО. Сыграл значительную роль в организации журнала Physikalische Zeitschrift der Sowjetunion (с нем. — «Физический журнал Советского Союза»).
После назначения Семёна Абрамовича Давидовича новым директором УФТИ в 1934 году Вайсберг вместе с Львом Ландау выступил против милитаризации и бюрократизации института, из-за чего Давидович жаловался на него в НКВД. На то время жалобы не привели к аресту Вайсберга. Однако уже в январе 1937 года его начали вызывать на допросы в НКВД. Следователь требовал от него признаться в создании подпольной контрреволюционной организации. Вайсберг отказывался, параллельно оставив пост руководителя строительства ОСГО и готовился покинуть СССР под предлогом участия добровольцем в гражданской войне в Испании. Однако 1 марта 1937 Вайсберг был арестован (т. н. «дело УФТИ»).

### В тюрьмах СССР и в заключении в нацистской Германии
В совокупности Вайсберг провёл в тюрьмах СССР более трёх лет. Изначально он находился в следственном изоляторе Харьковского управления НКВД, в одиночной камере. Оттуда его перевели в харьковскую тюрьму Холодная гора, откуда его возили на допросы. В дальнейшем Вайсберга перевели в Лукьяновскую тюрьму в Киеве. Затем он был отправлен в Бутырскую тюрьму в Москве.
Благодаря хорошей памяти учёного и инженера Вайсберг запомнил малейшие детали своего пребывания в тюрьме. В своей книге много лет спустя после увольнения из УФТИ и ареста в СССР он воспроизвёл фамилии следователей и арестантов, обстоятельства и временные рамки допросов, особенности тюремного быта, которые после открытия архивов в начале 1990-х годов полностью подтвердились.
Как вспоминал сам Вайсберг, худшим для него было признаться в измене идеалам коммунизма и в шпионаже в пользу фашизма, к чему его склоняли следователи НКВД. Он считал это потерей репутации в глазах европейских коммунистов. Поэтому он взял на себя «вину» лишь в участии в «троцкистском заговоре», поскольку европейские коммунистические организации позволяли наличие разных течений в коммунистическом движении.
Был выдан гестапо в 1940 году, три месяца находился в заключении в Люблине, затем был отправлен в Краковское гетто, откуда он бежал весной 1942 года. Его прятала сначала в Кракове, а затем в Варшаве Зофья Цыбульская (пол. Zofia Cybulska), на которой он женился, взяв её фамилию. В 1944 году он участвовал в Варшавском восстании, а после 1945 года жил в Кракове, где занимался мелким бизнесом. В 1948 году он с женой перебрались в Швецию, а в начале 1950-х — в Париж.

## Книги
Вайсберг написал несколько книг о репрессиях сталинского и нацистского режимов. Первая книга вышла в 1951 году в издательстве «Саймон и Шустер» (англ. Simon & Schuster) в Нью-Йорке под названием «Обвиняемый. Личная история заключения в России» (англ. The Accused. A Personal Story of Imprisonment in Russia). В том же году она вышла во Франкфурте-на-Майне в издательстве «Frankfurter Hefte» под названием «Ведьмин шабаш. Россия в горниле чисток» (нем. Hexensabbat. Russland im Schmelztiegel der Säuberungen) и «Ведьмин шабаш. Полиция мыслей — Большая чистка» (нем. Hexensabbat. Die Gedankenpolizei - Die grosse Tschistka). В 1952 году её переиздало лондонское издательство «Hamish Hamilton» под названием «Заговор молчания» (англ. Conspiracy of Silence). Книга также была переиздана в Бразилии (1951), Югославии (1952), Норвегии (1952), Швеции (1952), Израиле (1953), Китае (1953), Индии (1953), Франции (1953), Испании (1954), Индонезии (1955), Польше (1967), Японии (1972), Австрии (1993) и Украине (2010). Польский перевод 1990 года вышел с предисловием писателя Густава Херлинга-Грудзинского, также узника советской тюрьмы.
В 1956 году в Израиле в соавторстве с Йоэлем Брандом вышла вторая книга Вайсберга «Отчаянная миссия» (ивр. בשליחות נידונים למוות‎, Bi-sheliḥut nidonim la-maṿet), на немецком «История Йоэля Бранда» (нем. Die Geschichte von Joel Brand), посвященная истории евреев во время нацистских преследований. Главный герой книги — румынский еврей Йоэль Бранд, который пытался спасти венгерских евреев во время немецкой оккупации Венгрии 1944 года. В 1958 году книгу переиздало на английском языке «Адвокат мертвых. История Джоэла Брэнда» (англ. Advocate for the Dead: The Story of Joel Brand) издательство Андре Дойча (англ. André Deutsch). Впоследствии книга была опубликована во многих странах мира на разных языках.